# Elias de Oliveira Rosa
Elias de Oliveira Rosa mais conhecido como Kanú (Boa Esperança, 8 de fevereiro de 1983) é um ex-futebolista brasileiro que atuava como atacante.

## Carreira

### Cruzeiro
Começou sua carreira em Minas Gerais, no Cruzeiro. Juntando-se ao time principal em 2001, jogou em uma partida neste primeiro ano na equipe principal. No ano seguinte, fez aparições em seis jogos entre 2003 e 2004.

### Ipatinga
Depois do Cruzeiro, foi para outro clube da região, o Ipatinga, onde ficou apenas por uma temporada. Em 2005, venceu o Campeonato Mineiro pelo clube.

### Marítimo
No final de abril de 2005, foi anunciado pelo Marítimo de Portugal, com contrato de 4 temporadas.

### Nacional-MG
Em 2013, foi anunciado como reforço do Nacional-MG.
| “ | "Estou muito feliz em voltar jogar no Brasil. Eu agradeço ao Nacional pela oportunidade, tenho muitos amigos aqui no grupo, e tive a felicidade de ser campeão mineiro com muitos deles. Espero somar e poder ajudar o Nacional a sair da situação que se encontra", disse o atacante | ” |

.

## Títulos
Cruzeiro
- Copa do Brasil: 2000, 2003
- Copa Sul-Minas: 2001, 2002
- Supercampeonato Mineiro: 2002
- Campeonato Brasileiro: 2003
- Campeonato Mineiro: 2003, 2004

Ipatinga
- Campeonato Mineiro: 2005

Al-Muharraq
- Copa do Rei: 2016[3]